# Maskat
Maskat (arabsky مسقط‎ Masqaṭ‎; anglicky Muscat) je hlavní město Sultanátu Omán a zároveň největší město v zemi. Také je správním městem Maskatského guvernorátu. Počet obyvatel metropolitní oblasti Maskat byl v květnu 2015 zhruba 1,29 milionu lidí. Metropolitní oblast se rozkládá na ploše o přibližně 3 500 km² (podle dřívějších údajů 1 500 km²) a zahrnuje šest vilájetů (administrativní jednotky).

## Geografie
Město leží na pobřeží Arabského moře podél Ománského zálivu v blízkosti strategicky položeného Hormuzského průlivu. Oblast, v níž se město nachází, se rozkládá v podhůří a mezi vrchy západní části skalnatého pohoří Al-Hadžar.
Maskat má horké a tropické podnebí, v létě (květen, červen, červenec, srpen), mohou teploty vystoupit až na 47 °C, přičemž průměrná teplota se v tomto období pohybuje kolem 35 °C, a ani v noci teploty neklesají pod 30 °C. Zároveň zde panuje vysoká vlhkost vzduchu, která pocitově už tak extrémní teploty zvyšuje.
Zimní měsíce jsou chladnější, průměrná teplota nejstudenějšího ledna je 20,7 °C, což prakticky odpovídá průměrné červencové teplotě v Praze.

## Historie
První zmínky o městě pochází z doby počátku 1. století n. l. Tyto prameny popisují Maskat jako významné přístavní město orientálního světa. Během své existence se Maskat ocitl pod střídající se vládou jak domorodých kmenů, tak cizích mocností, zvláště Perské říše, Portugalska a Osmanské říše. V 18. století se hospodářský vliv Maskatu rozšířil až k východnímu pobřeží Afriky a na ostrov Zanzibar. Jakožto významný přístav v Ománském zálivu přitáhnul Maskat zahraniční obchodníky a osadníky z Balúčistánu, Persie a dalších zemí. Od doby, kdy začal vládnout sultán Kábús bin Saíd, prodělal Maskat velký rozvoj infrastruktury, začal se rozrůstat a vznikla v něm mnohonárodnostní společnost.

## Ekonomika
Zdejší ekonomice dominuje obchod a příjmy z ropy a přístavu Miná Kábús.

## Kultura a pamětihodnosti
Velkým přínosem pro kulturní život Maskatu i dalších zemí na Arabském poloostrově je velkolepý operní dům (Royal Opera House Muscat), který nechal postavit sultán Kábús bin Saíd. Operní představení v něm zajišťují soubory pozvané z Evropy. V Maskatu však působí i místní symfonický orchestr, rovněž podporovaný sultánem.
Významnými pamětihodnostmi města jsou mimo jiné sultánův palác Al Alam, moderní velká mešita, tzv. suk (Sukh of Matra) a starobylé hrady al-Džalali a al-Mirani, postavené kdysi Portugalci.

## Galerie

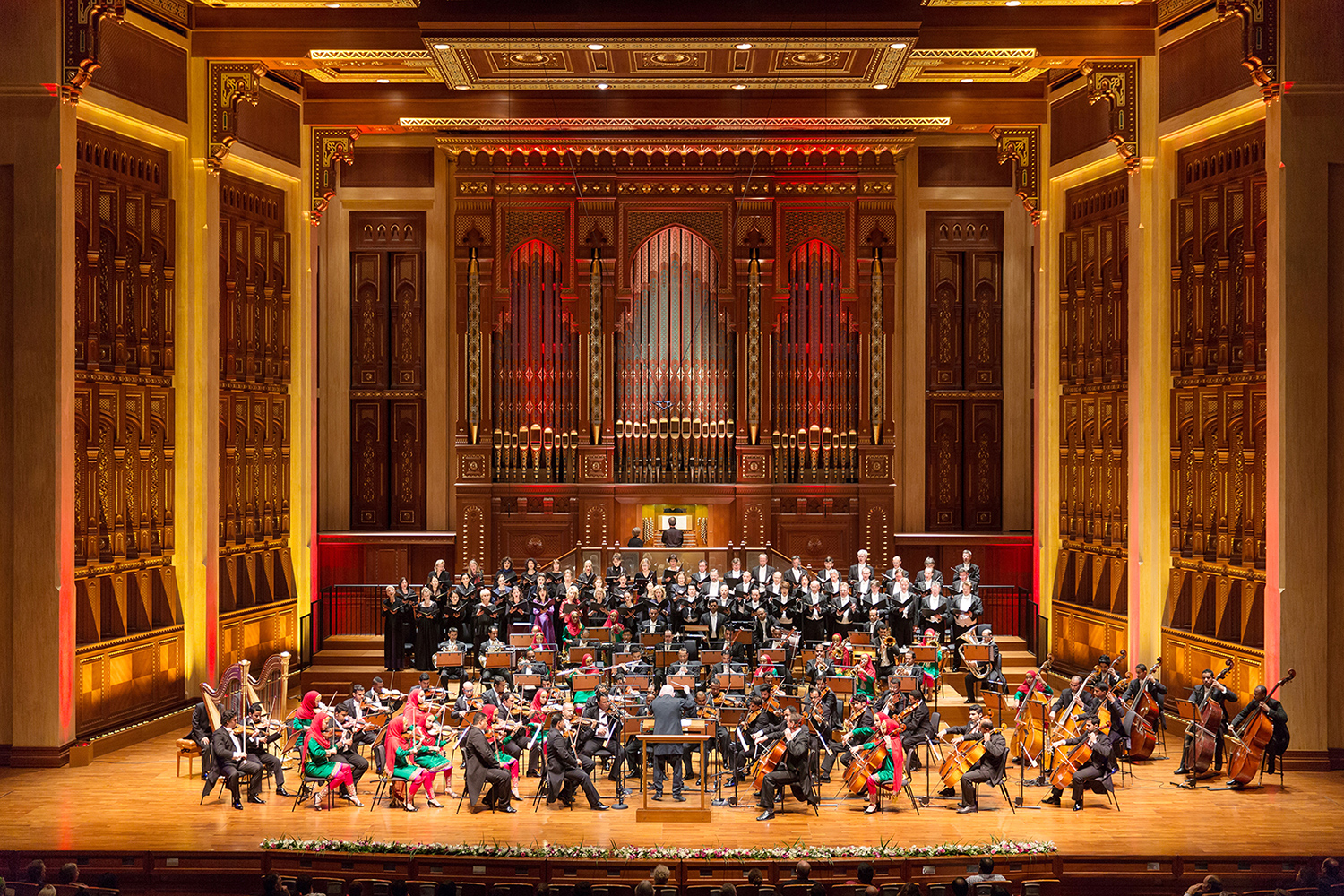
Operní dům v Maskatu (Royal Opera House Muscat)
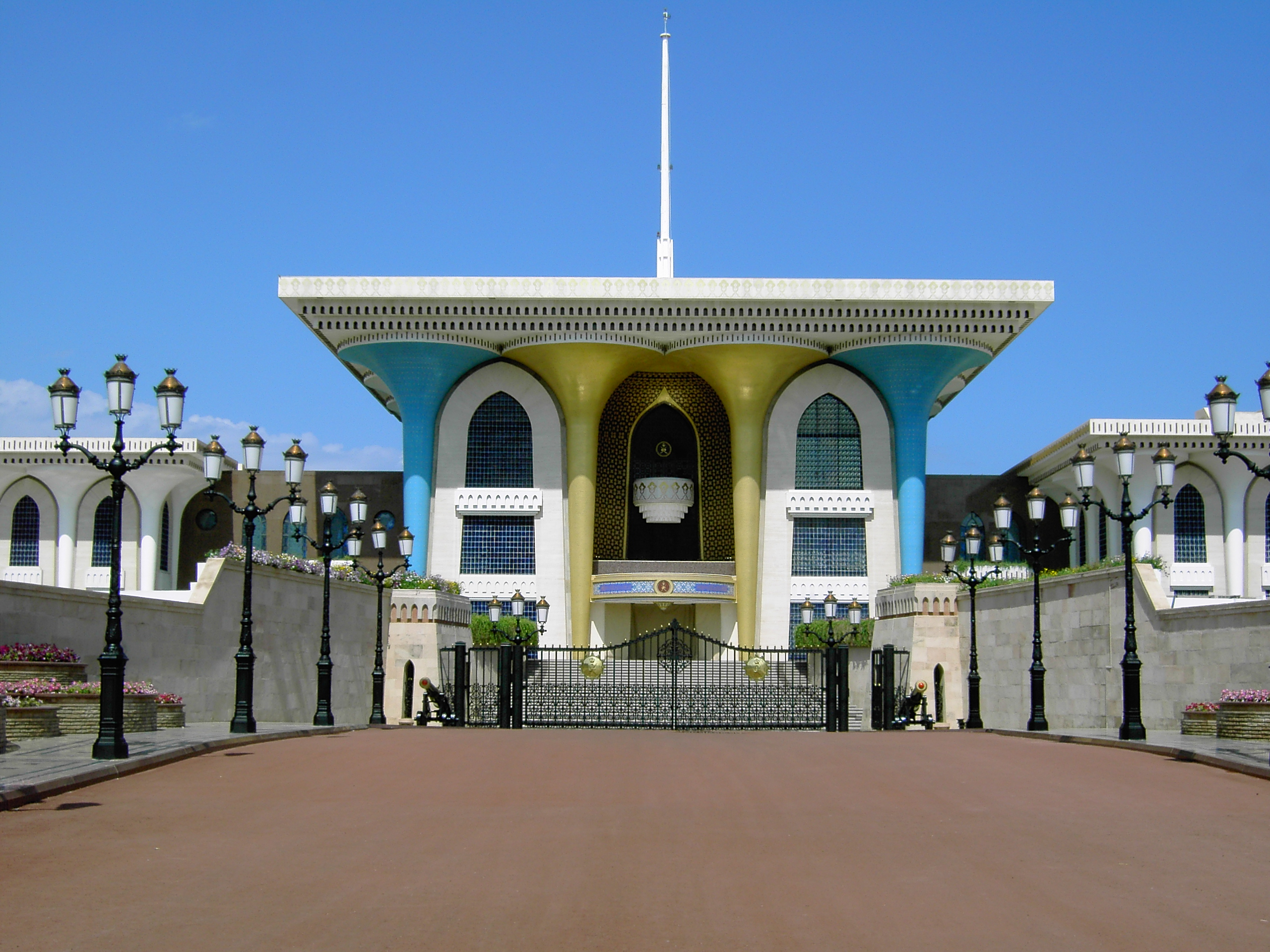
Palác sultána Kábuse Al-Alam ve Starém Maskatu
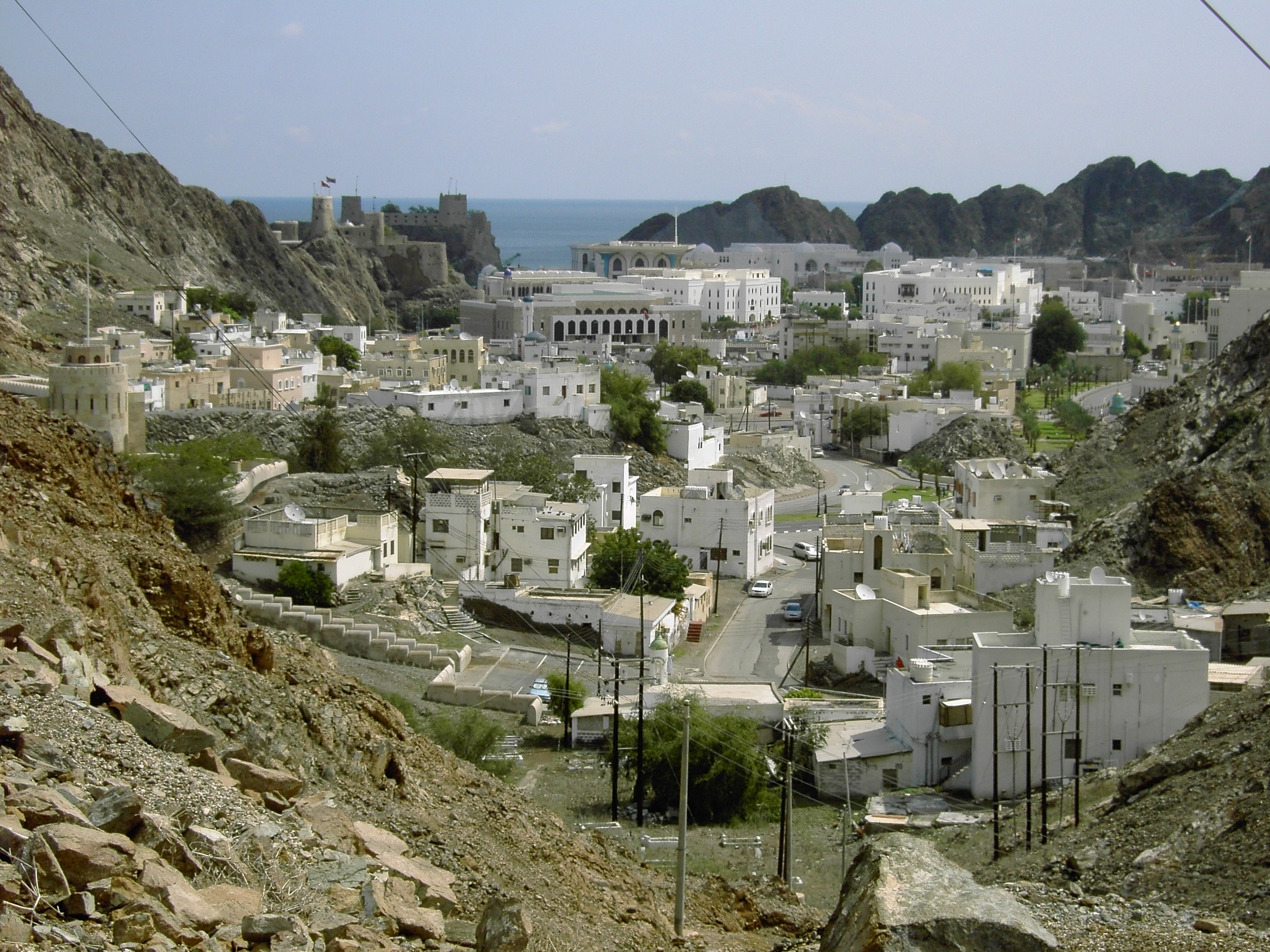
Střed Starého Maskatu
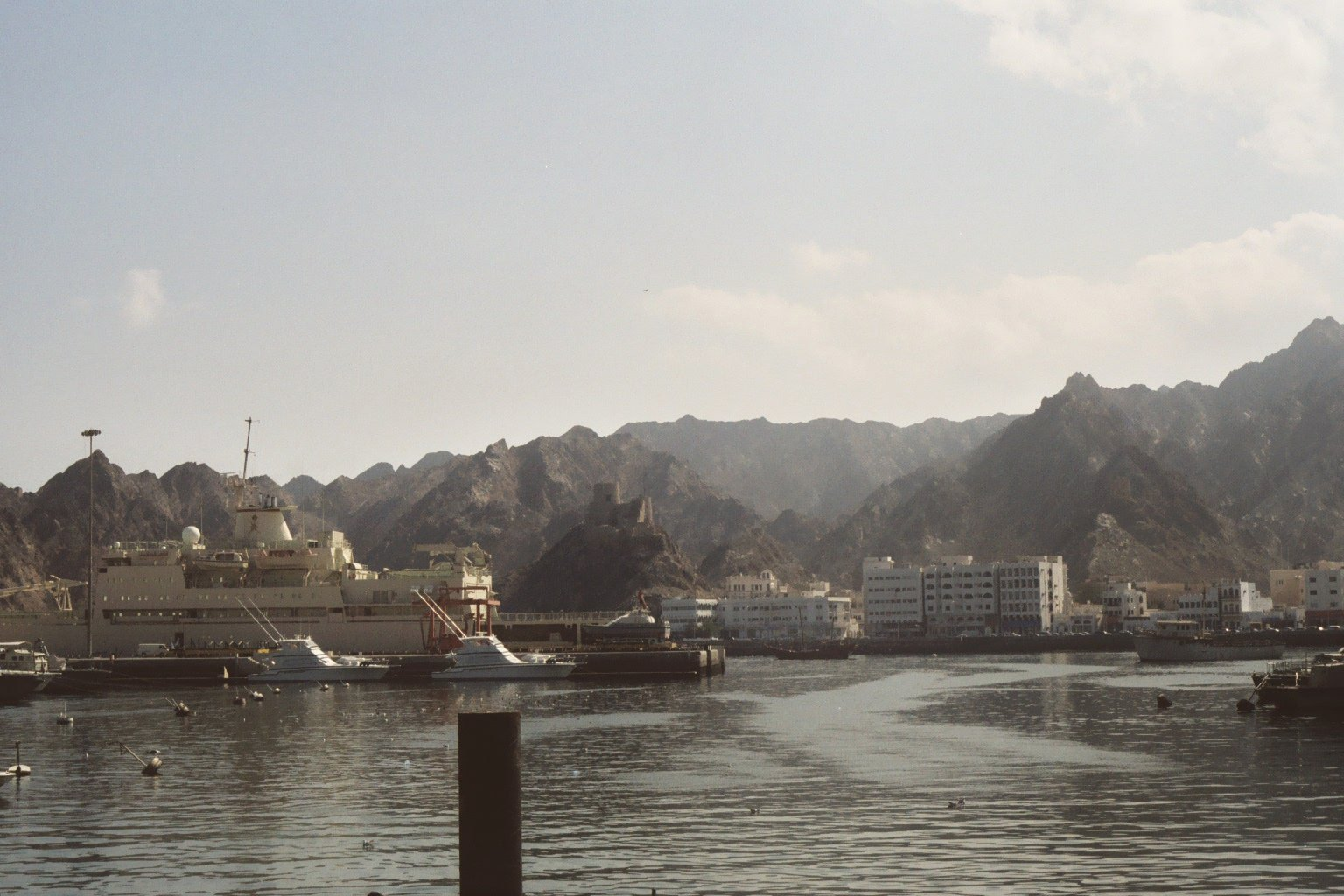
Přístav ve čtvrti Matra
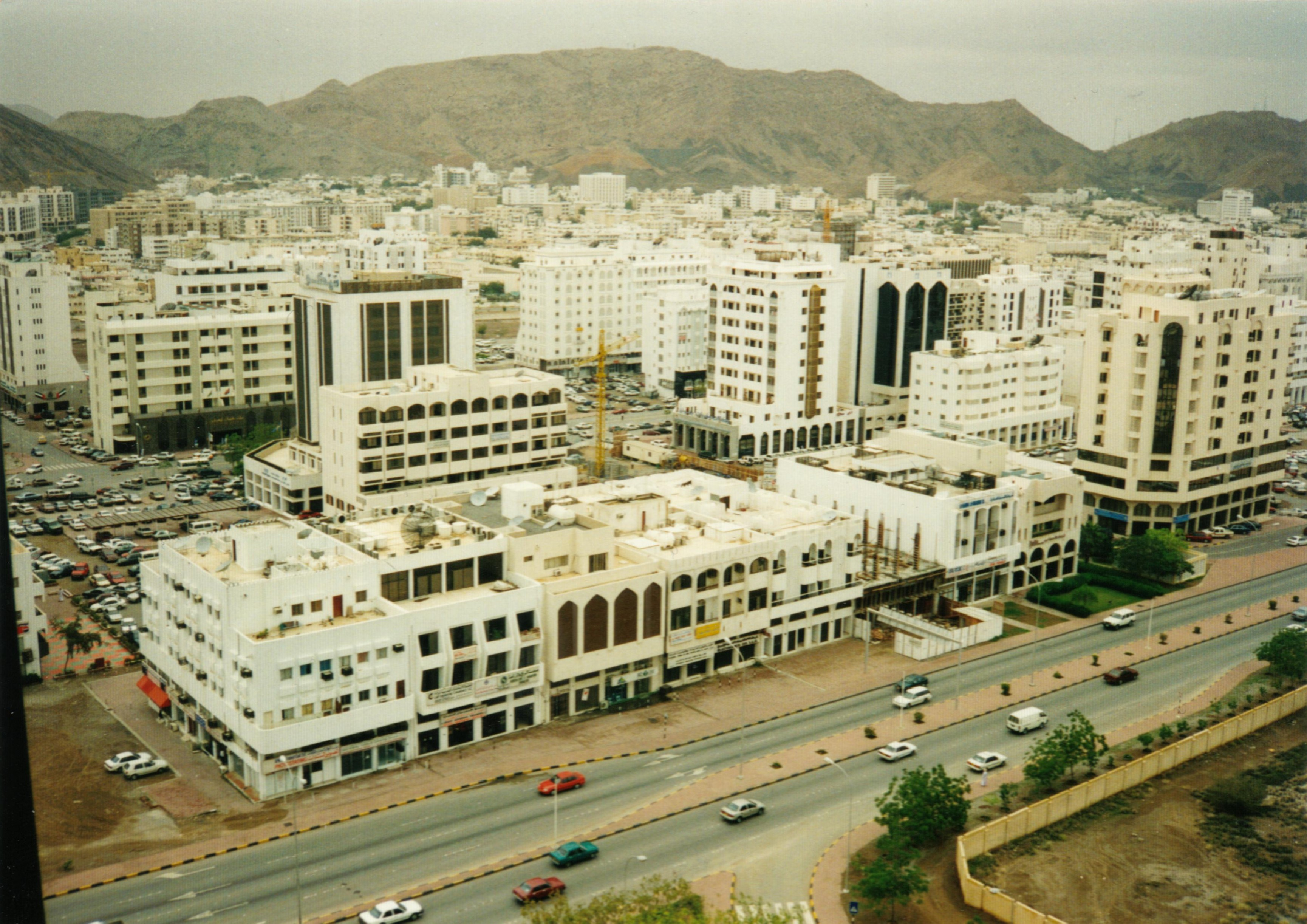
Bankovní a obchodní čtvrť Ruwi
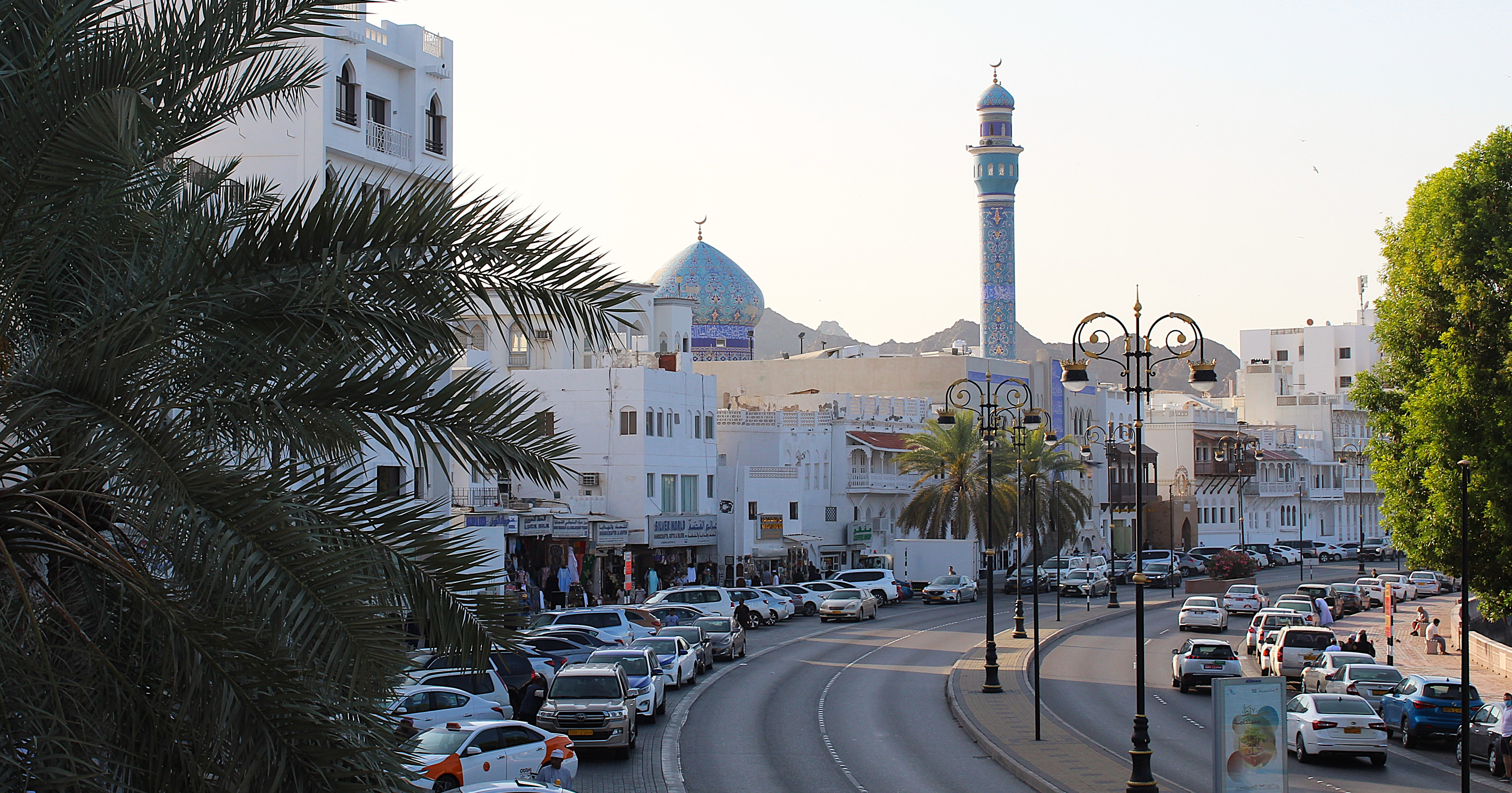
Centrum Maskatu se známou modrou mešitou